# Chardon-Lagache (stanice metra v Paříži)
Chardon-Lagache je nepřestupní stanice pařížského metra na lince 10 v 16. obvodu v Paříži. Nachází se na křižovatce ulic Rue Chardon-Lagache a Rue Molitor. Metro je v této části linky jednosměrné, tj. vlaky jezdí pouze ve směru ze stanice Boulogne – Pont de Saint-Cloud do stanice Gare d'Austerlitz.

## Historie
Stanice byla otevřena 30. září 1913 při prodloužení linky 8 od stanice Beaugrenelle (dnes Charles Michels) po Porte d'Auteuil.
27. července 1937 byl úsek linky 8 La Motte-Picquet – Grenelle ↔ Porte d'Auteuil odpojen od linky 8 a stal se součástí linky 10.

## Název
Jméno stanice je odvozeno od názvu ulice Rue Chardon-Lagache. Doktor Peter Chardon byl lékař chudých v tehdejším městě Auteuil, jeho syn Pierre-Alfred nahromadil značný majetek, který mu umožnil v roce 1857 otevřít domov důchodců pro nemajetné. Lagache bylo dívčí jméno jeho manželky.

## Vstupy
Výstup ze stanice je umístěn na začátku nástupiště a vede na roh ulic Rue Chardon-Lagache a Rue Molitor před dům č. 11 v Rue Chardon-Lagache.